# Après l'amour (1947)
Après l'amour is een Franse dramafilm uit 1947 onder regie van Maurice Tourneur. Het scenario is gebaseerd op het gelijknamige toneelstuk uit 1931 van de Franse auteurs Henri Duvernois en Pierre Wolff.

## Verhaal
Op de dag dat de auteur François Mésaule de Nobelprijs voor Literatuur ontvangt, verneemt zijn vrouw Nicole dat hij een affaire heeft. De dag daarna vertelt François haar dat hij negen jaar voordien tijdens een conferentie aan de Sorbonne ontdekte dat ze een minnaar had. Dezelfde dag maakte hij kennis met een jonge studente letterkunde.

## Rolverdeling
| Acteur                | Personage        |
| --------------------- | ---------------- |
| Pierre Blanchar       | François Mézaule |
| Simone Renant         | Nicole Mézaule   |
| Gabrielle Fontan      | Catou            |
| Germaine Ledoyen      | Zus van Germaine |
| Nicole Chollet        | Dienstmeid       |
| Claire Gérard         | Gast             |
| Marcel Melrac         | Eigenaar         |
| René Hell             | Bloemenverkoper  |
| Paul Denneville       | Oude journalist  |
| Jean-Jacques Duverger | Henri            |
| Serge Canda           |                  |
| Fernand Fabre         | Robert Fautrier  |